# Hermann Höfer
Hermann Höfer (19 luglio 1934 – 22 ottobre 1996) è stato un calciatore tedesco, di ruolo difensore.

## Carriera
Con l'Eintracht vinse il campionato tedesco nel 1959.